# Ноатак (национальный заказник)
Ноа́так (англ. Noatak National Preserve) — национальный заказник на северо-западе Аляски, созданный для защиты бассейна реки Ноатак. Река Ноатак, расположенная к северу от полярного круга, считается последней речной системой в США, которая не была изменена в результате деятельности человека. Ноатак был объявлен национальным памятником США в 1978 году и национальным заказником США в 1980 году. заказник граничит с национальным парком Кобук-Валли на юге и с Гейтс-оф-те-Арктик на востоке. В отличие от национальных парков, в Ноатак разрешена спортивная охота.

## Экология
заказник находится в переходной зоне от тайги к тундре.  Бассейн реки Ноатак является переходной зоной для растений и животных, потому там встречаются как арктические, так и субарктические виды. Юг заказника находится в зоне тайги, но большинство растительности заказника — тундровые виды. В заказнике можно встретить пушицу, иву, багульник, ольху серую, березу карликовую. На заболоченных участках произрастает клюква, подбел и морошка.
Среди животных в заказнике преобладают также тундровые виды: лоси, медведи гризли, барибалы, волки, песцы, лемминги, бараны Далла, огромные стада оленей численностью более 230 000 особей, множество птиц (канадская казарка, американский лебедь, белолобый гусь, черноклювая гагара, чернозобая гагара, белоклювая гагара и белошейная гагара. Среди хищных птиц наиболее распространены мохноногие канюки, кречеты и беркуты.
В реке Ноатак обитают многие промысловые виды рыб, самые распространенные среди которых это кета, горбуша, чавыча и нерка. Из семейства лососевых следует отметить арктического гольца и сибирского хариуса. Также встречаются налимы и нельмы.

## Человек
Поскольку Ноатак — национальный заказник, на его территории разрешена спортивная охота; в случае, если бы Ноатак был бы национальным парком, спортивная охота была бы запрещена. По реке Ноатак проводятся экскурсии. Несколько порогов на реке имеют класс 2+, однако большая часть Ноатак отнесена к первому или второму классу.

## География
Площадь Ноатак — 2658746 гектаров. На востоке заказник граничит с национальным парком Гейтс-оф-те-Арктик; на севере ограничен хребтом Брукс, на юге — горами Бэрд. Южная часть долины Ноатак не является частью заказника и отделяет Ноатак от национального памятника Кейп-Крузерштерн. Расстояние от Гейтс-оф-те-Арктик до города Ноатак составляет чуть более 400 км.
Весь заказник находится за полярным кругом. Летом может быть достаточно жарким (21 — 27 °C), однако в любое время года может пойти снег. Климат более морской и умеренный в западной части парка.

## История

### Статусы
Ноатак был присвоен статус национального памятника 1 декабря 1978 года президентом Джимми Картером.  2 декабря 1980 Ноатак получил статус национального заказника. Тогда же было принято решение не строить дороги; сейчас добраться по парку можно только по воздуху.
Управляющая организация расположена в Коцебу к западу от парка на берегу Берингова моря.
В 1976 году, ещё до образования заказника, 3035200 гектаров парка входили в программу «Человек и биосфера».